# Alexander Iwanowitsch Lenew
Alexander Iwanowitsch Lenew (russisch Александр Иванович Ленёв; * 25. September 1944 in Nowomoskowsk; † 12. November 2021 ebenda) war ein sowjetischer Fußballspieler, der vorwiegend im Mittelfeld agierte.

## Laufbahn
Lenew begann seine Laufbahn als Erwachsenenfußballer bei Schinnik Jaroslawl und wechselte bald zu Torpedo Moskau, mit denen er gleich in seiner ersten Spielzeit 1965 sowjetischer Fußballmeister wurde und 1968 den sowjetischen Fußballpokal gewann.
Während seiner Zeit bei Torpedo schaffte Lenew auch den Sprung in die sowjetische Nationalmannschaft, für die er zwischen 1966 und 1968 zehn Einsätze absolvierte; darunter die beiden Begegnungen der EM-Endrunde von 1968 gegen Italien und England.
Im Sommer 1971 wechselte Lenew zu Wolga Nischni Nowgorod und bereits wenige Monate später zu Torpedo Kutaissi, bevor er bei Maschinostroitel Tula seine aktive Laufbahn beendete.

## Erfolge
- Sowjetischer Meister: 1965
- Sowjetischer Pokalsieger: 1968